# Monte Serrat
Monte Serrat ou Morro de São Jerônimo é um monte da cidade de Santos, no estado de São Paulo, no Brasil. O monte tem um sistema funicular (chamado de bondinho do Monte Serrat) que faz ligação entre o local e o Centro da cidade.

## Geografia
É o morro mais alto de Santos. No Monte Serrat há um bondinho que usa o sistema funicular, isto é, enquanto um sobe o outro desce. O acesso pode ser feito também através de uma escadaria com 402 degraus, que possui 14 nichos com representação da Via Sacra. A igreja, construída no alto do monte, remonta a 1603 e foi erguida a pedido de dom Francisco de Sousa, governador-geral do Brasil de 1599 a 1605.
Situado a 157 m de altitude, possibilita uma visão de 360º de toda a cidade. É um marco no coração de Santos. Também possui em seu topo um Santuário de Nossa Senhora do Monte Serrat (padroeira de Santos, festejada no dia 8 de setembro).

## História
No século XIX existia um cassino localizado no Monte Serrat que foi desativado. O morro levou este nome pois, um dia, Santos teria sido atacado por saqueadores e muitas pessoas subiram ao morro e rezaram à Virgem de Monserrat, para que os salvasse. A Virgem teria feito pedras caírem em cima dos saqueadores. Hoje, a Virgem de Monserrat é a padroeira de Santos.

## Funicular

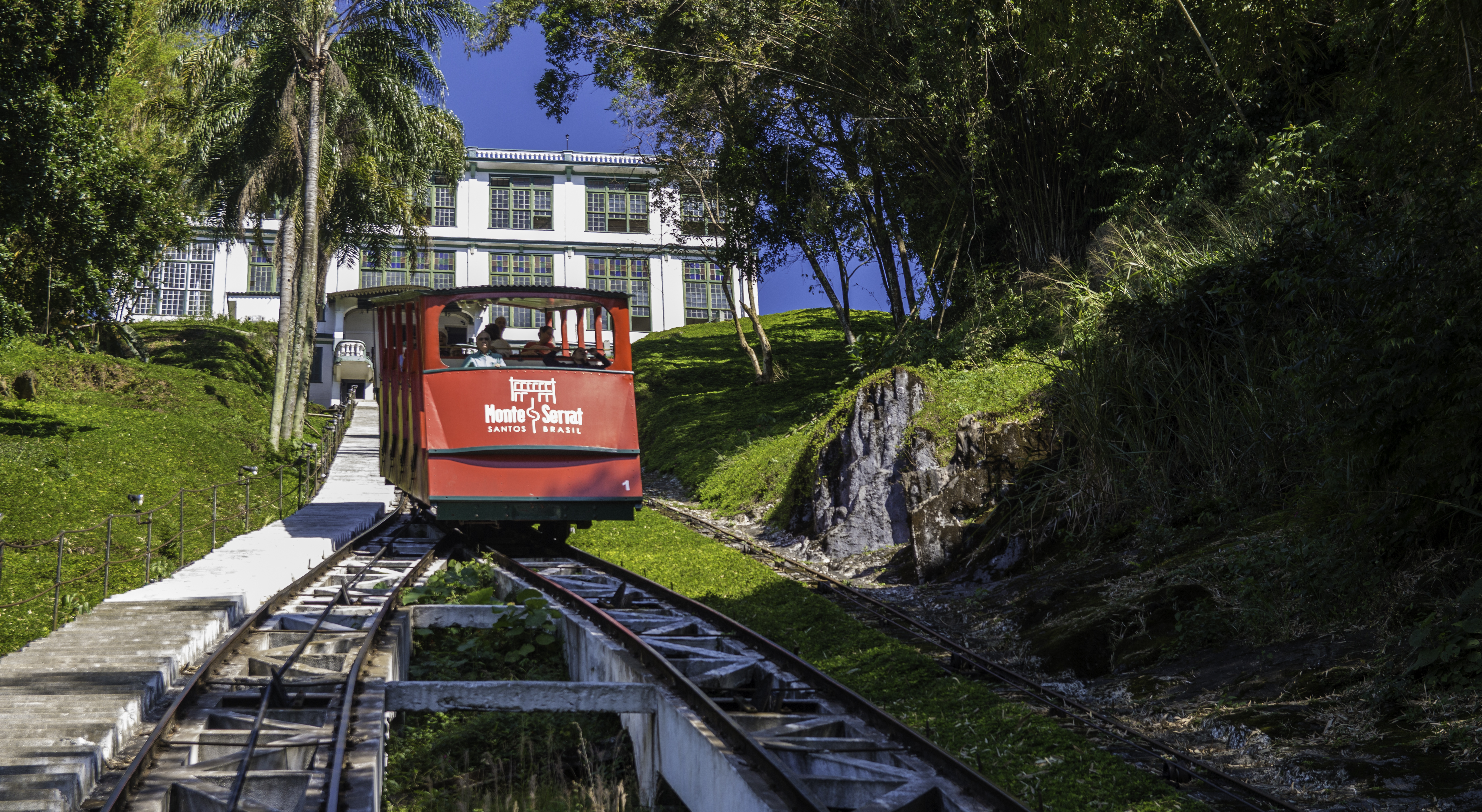
Bondinho do Monte Serrat

O Funicular de Monte Serrat é o transporte existente no Monte Serrat, na cidade brasileira de Santos e que funciona por meio de bondes transitando sob um sistema funicular planejado em 1910, só executado no ano de 1923 pela então Sociedade Anônima Elevador Monte Serrat, cuja inauguração foi em junho de 1927. Após a proibição dos cassinos no Brasil logo após a Segunda Guerra mundial, a referida sociedade tornou-se uma empresa familiar